# Легка атлетика на літніх Азійських іграх 2022
Змагання з легкої атлетики на літніх Азійських іграх 2022 були проведені з 29 вересня до 5 жовтня в Ханчжоу 2023 року.
Медалі у всіх дисципліни легкоатлетичної програми (крім спортивної ходьби та марафонського бігу, траси яких були прокладені вулицями міста) були розіграні на стадіоні Спортивного парку «Ханчжоу».
Первісно, змагання були заплановані на 16-22 серпня 2022, проте, через пандемію коронавірусної хвороби у Китаї були перенесені на 2023.
У програмі Ігор дебютувала змішана спортивна ходьба на дистанції 35 км. У кожній команді брали участь по два чоловіки та дві жінки, які долали 35-кілометрову дистанцію. У підсумковому протоколі команди розташовувалися за сумою найкращих результатів одного чоловіка та жінки від кожної країни.

## Призери

### Чоловіки
| Дисципліни                | Золото                                                                   | Золото      | Срібло                                                              | Срібло      | Бронза                                                                   | Бронза      |
| ------------------------- | ------------------------------------------------------------------------ | ----------- | ------------------------------------------------------------------- | ----------- | ------------------------------------------------------------------------ | ----------- |
| 100 метрів                | Се Чженьє КНР                                                            | 9,97w       | Пуріпол Бунсон Таїланд                                              | 10,02w      | Мухаммад Азім Фахмі Малайзія                                             | 10,11w      |
| 200 метрів                | Уеяма Кокі Японія                                                        | 20,60       | Абдулла Абкар Мохаммед Саудівська Аравія                            | 20,63       | Ян Чунь Хань Китайський Тайбей                                           | 20,74       |
| 400 метрів                | Юссеф Ахмед Мазрахі Саудівська Аравія                                    | 45,55       | Сато Кентаро Японія                                                 | 45,57       | Юсуф Алі Аббас Бахрейн                                                   | 45,65 PB    |
| 800 метрів                | Есса Аліс Кзвані Саудівська Аравія                                       | 1.48,05     | Мохаммед Афсал Пуліккалакатх Індія                                  | 1.48,43     | Гусейн Мохсін аль Фарсі Оман                                             | 1.48,51     |
| 1500 метрів               | Мохамед аль Гарні Катар                                                  | 3.38,36 SB  | Аджай Кумар Сародж Індія                                            | 3.38,94     | Джинсон Джонсон Індія                                                    | 3.39,74     |
| 5000 метрів               | Бірхану Балеу Бахрейн                                                    | 13.17,40 GR | Авінаш Мукунд Сабле Індія                                           | 13.21,09    | Давіт Фікаду Бахрейн                                                     | 13.25,63 SB |
| 10000 метрів              | Бірхану Балеу Бахрейн                                                    | 28.13,62    | Картік Кумар Індія                                                  | 28.15,38 PB | Гульвір Сінгх Індія                                                      | 28.17,21 PB |
| 110 метрів з бар'єрами    | Якуб Альюха Кувейт                                                       | 13,41 SB    | не вручалась                                                        |             | Сюй Чжої КНР                                                             | 13,50       |
| 110 метрів з бар'єрами    | Такаяма Сунья Японія                                                     | 13,41       | не вручалась                                                        |             | Сюй Чжої КНР                                                             | 13,50       |
| 400 метрів з бар'єрами    | Абдеррахман Самба Катар                                                  | 48,04 SB    | Бассем Хемейда Катар                                                | 48,52 PB    | Се Чжиюй КНР                                                             | 49,16       |
| 3000 метрів з перешкодами | Авінаш Мукунд Сабле Індія                                                | 8.19,50 GR  | Рьома Аокі Японія                                                   | 8.23,75     | Сунада Сейя Японія                                                       | 8.26,47     |
| 4×100 метрів              | КНРЧень Гуаньфен Се Чженьє Янь Хайбінь Чень Цзяпен                       | 38,29 SB    | ЯпоніяКірю Йосіхіде Койке Юкі Уеяма Кокі Уно Сото                   | 38,44       | Південна КореяЛі Чон Те Кім Кук Йон Лі Че Сон Ко Сон Хван                | 38,74 =NR   |
| 4×400 метрів              | ІндіяМухаммед Анас Амодж Джейкоб Мухаммед Аджмал Варіятході Раджеш Рамеш | 3.01,58 NR  | КатарАбдеррахман аль Салек Ашраф Осман Ісмаїл Абакар Бассем Хемейда | 3.02,05 SB  | Шрі-ЛанкаАруна Даршана Пабасара Ніку Раджитха Неранджан Калінга Кумараге | 3.02,55 NR  |
| Ходьба 20 кілометрів      | Чжан Цзюнь КНР                                                           | 1:23.00     | Ван Чжаочжао КНР                                                    | 1:24.08     | Мураяма Ютаро Японія                                                     | 1:24.41     |
| Марафон                   | Хе Цзе КНР                                                               | 2:13.02     | Хан Іль Йон Північна Корея                                          | 2:13.27     | Ян Шаохуей КНР                                                           | 2:13.39     |
| Стрибки у висоту          | Мутаз Есса Баршим Катар                                                  | 2,35 =GR    | У Сан Хьок Південна Корея                                           | 2,33        | Сінно Томохіро Японія                                                    | 2,29 SB     |
| Стрибки з жердиною        | Ернест Джон Об'єна Філіппіни                                             | 5,90 GR     | Хуан Бокай КНР                                                      | 5,65        | Гуссейн аль Хізам Саудівська Аравія                                      | 5,65 SB     |
| Стрибки у довжину         | Ван Цзянань КНР                                                          | 8,22        | Муралі Срішанкар Індія                                              | 8,19        | Ші Юйхао КНР                                                             | 8,10        |
| Потрійний стрибок         | Чжу Ямін КНР                                                             | 17,13       | Фан Яоцин КНР                                                       | 16,93       | Правін Читхаравел Індія                                                  | 16,68       |
| Штовхання ядра            | Таджіндерпал Сінгх Тор Індія                                             | 20,36       | Мохамел Дауда Толо Саудівська Аравія                                | 20,18 SB    | Лю Ян КНР                                                                | 19,97 SB    |
| Метання диска             | Хоссейн Расулі Іран                                                      | 62,04       | Есан Гададі Іран                                                    | 61,82 SB    | Абудуайні Туергун КНР                                                    | 61,19       |
| Метання молота            | Ван Ці КНР                                                               | 72,97       | Ашраф Амгад ель Сейфі Катар                                         | 72,42 SB    | Сухроб Ходжаєв Узбекистан                                                | 70,79       |
| Метання списа             | Нірадж Чопра Індія                                                       | 88,88 SB    | Кішор Кумар Джена Індія                                             | 87,54 PB    | Родерік Генкі Дін Японія                                                 | 82,68       |
| Десятиборство             | Сунь Цихао КНР                                                           | 7816        | Теджасвін Шанкар Індія                                              | 7666 PB     | Маруяма Юма Японія                                                       | 7568        |

### Жінки
| Дисципліни                | Золото                                                                        | Золото     | Срібло                                                               | Срібло     | Бронза                                                                                  | Бронза      |
| ------------------------- | ----------------------------------------------------------------------------- | ---------- | -------------------------------------------------------------------- | ---------- | --------------------------------------------------------------------------------------- | ----------- |
| 100 метрів                | Ге Маньці КНР                                                                 | 11,23      | Вероніка Шанті Перейра Сінгапур                                      | 11,27      | Хаджар аль Хальді Сінгапур                                                              | 11,35       |
| 200 метрів                | Вероніка Шанті Перейра Сінгапур                                               | 23,03      | Лі Юйтін КНР                                                         | 23,28      | Едідіонг Офіноме Одіонг Бахрейн                                                         | 23,48       |
| 400 метрів                | Кемі Адекоя Бахрейн                                                           | 50,66      | Сальва Насер Бахрейн                                                 | 50,92      | Шерін Валлабой Малайзія                                                                 | 52,58       |
| 800 метрів                | Тхаруші Карунаратхна Шрі-Ланка                                                | 2.03,20    | Хармілан Байнс Індія                                                 | 2.03,75    | Ван Чуньюй КНР                                                                          | 2.03,90 SB  |
| 1500 метрів               | Вінфред Яві Бахрейн                                                           | 4.11,65    | Хармілан Байнс Індія                                                 | 4.12,74    | Марта Йота Бахрейн                                                                      | 4.15,97     |
| 5000 метрів               | Парул Чодхарі Індія                                                           | 15.14,34   | Хіронака Ріріка Японія                                               | 15.15,34   | Керолайн Чепкоеч Кіпкуруї Казахстан                                                     | 15.23,12 SB |
| 10000 метрів              | Віола Джепчумба Бахрейн                                                       | 31.43,73   | Хіронака Ріріка Японія                                               | 31.50,74   | Керолайн Чепкоеч Кіпкуруї Казахстан                                                     | 33.15,83    |
| 100 метрів з бар'єрами    | Лінь Юйвей КНР                                                                | 12,74 PB   | Джйоті Ярраджі Індія                                                 | 12,91      | Танака Юмі Японія                                                                       | 13,04       |
| 400 метрів з бар'єрами    | Кемі Адекоя Бахрейн                                                           | 54,45 GR   | Мо Цзяде КНР                                                         | 55,01 SB   | Вітья Рамрадж Індія                                                                     | 55,68       |
| 3000 метрів з перешкодами | Вінфред Яві Бахрейн                                                           | 9.18,28 GR | Парул Чодхарі Індія                                                  | 9.27,63    | Пріті Ламба Індія                                                                       | 9.43,32 PB  |
| 4×100 метрів              | КНРЛян Сяоцзин Вей Юнлі Юань Циці Ге Маньці                                   | 43,39      | ТаїландСупаван Тхіпат Супанич Пулкерд Он Ума Чаттха Суканда Петракса | 44,32      | МалайзіяАзрін Набіла Аліас Зайдатул Хусніа Зулкіфлі Нур Афріна Батрийсія Шерін Валлабой | 45,01 NR    |
| 4×400 метрів              | БахрейнСаад Муфта аль Куварі Кемі Адекоя Зенаб Мусса Алі Махамат Сальва Насер | 3.27,65 GR | ІндіяВітья Рамрадж Аїшварья Мішра Прачі Чудхарі Субха Венкатесан     | 3.27,85 NR | Шрі-ЛанкаНадіша Раманаяка Джаєші Утхтхара Лакшіма Мендіс Тхаруші Карунаратхна           | 3.30,88     |
| Ходьба 20 кілометрів      | Ян Цзяюй КНР                                                                  | 1:30.03    | Ма Чженься КНР                                                       | 1:30.04    | Фудзій Нанако Японія                                                                    | 1:33.49     |
| Марафон                   | Юніс Чумба Бахрейн                                                            | 2:26.14    | Чжан Дешунь КНР                                                      | 2:27.55    | Сардана Трофімова Киргизстан                                                            | 2:28.41 SB  |
| Стрибки у висоту          | Сафіна Садуллаєва Узбекистан                                                  | 1,86 SB    | Світлана Радзивил Узбекистан                                         | 1,86 SB    | Надія Дубовицька Казахстан                                                              | 1,86        |
| Стрибки з жердиною        | Лі Лін КНР                                                                    | 4,63 GR    | Морота Місакі Японія                                                 | 4,48 PB    | Ню Чуньге КНР                                                                           | 4,30        |
| Стрибки у довжину         | Сюн Шиці КНР                                                                  | 6,73 PB    | Ансі Соджан Едапіллі Індія                                           | 6,63 PB    | Юе Нга Янь Гонконг                                                                      | 6,50 PB     |
| Потрійний стрибок         | Шаріфа Давронова Узбекистан                                                   | 14,09 PB   | Цзен Жуй КНР                                                         | 13,92      | Марімото Маріко Японія                                                                  | 13,78       |
| Штовхання ядра            | Ґун Ліцзяо КНР                                                                | 19,58      | Сун Цзяюань КНР                                                      | 18,92      | Кіран Баліян Індія                                                                      | 17,36       |
| Метання диска             | Фен Бінь КНР                                                                  | 67,93 GR   | Цзян Чжичао КНР                                                      | 61,04 PB   | Сіма Пунія Індія                                                                        | 58,62 SB    |
| Метання молота            | Ван Чжен КНР                                                                  | 71,53      | Чжао Цзе КНР                                                         | 69,44      | Кім Те Гуй Південна Корея                                                               | 64,14 PB    |
| Метання списа             | Анну Рані Індія                                                               | 62,92 SB   | Ділхані Лекамге Шрі-Ланка                                            | 61,57 PB   | Люй Хуейхуей КНР                                                                        | 61,29       |
| Семиборство               | Чжен Ніналі КНР                                                               | 6149 SB    | Катерина Вороніна Узбекистан                                         | 6056       | Нандіні Агасара Індія                                                                   | 5712 PB     |

### Змішані дисципліни
| Дисципліна           | Золото                                                  | Золото     | Срібло                                                                     | Срібло  | Бронза                                                                  | Бронза     |
| -------------------- | ------------------------------------------------------- | ---------- | -------------------------------------------------------------------------- | ------- | ----------------------------------------------------------------------- | ---------- |
| 4×400 метрів         | БахрейнМуса Іса Кемі Адекоя Юсуф Алі Аббас Сальва Насер | 3.14,02    | ІндіяМухаммед Аджмал Варіятоді Вітья Рамрадж Раджеш Рамеш Субха Венкатесан | 3.14,34 | КазахстанЮхим Тарасов Аделіна Земс Дмитро Коблов Олександра Залюбовська | 3.24,85 SB |
| Ходьба 35 кілометрів | КНРВан Цинь (2:31.28) Цеян Шицзе (2:45.13)              | 5:16.41 UR | ЯпоніяІсіда Субару (2:31.12) Футісе Масумі (2:50.59)                       | 5:22.11 | ІндіяБабу Рам (2:42.11) Манджу Рані (3:09.03)                           | 5:51.14    |

## Медальний залік
| Місце               | Країна              | Золото | Срібло | Бронза | Загалом |
| ------------------- | ------------------- | ------ | ------ | ------ | ------- |
| 1                   | КНР                 | 19     | 11     | 9      | 39      |
| 2                   | Бахрейн             | 10     | 1      | 5      | 16      |
| 3                   | Індія               | 6      | 14     | 9      | 29      |
| 4                   | Катар               | 3      | 3      | 0      | 6       |
| 5                   | Японія              | 2      | 7      | 8      | 17      |
| 6                   | Саудівська Аравія   | 2      | 2      | 1      | 5       |
| 6                   | Узбекистан          | 2      | 2      | 1      | 5       |
| 8                   | Шрі-Ланка           | 1      | 1      | 2      | 4       |
| 9                   | Іран                | 1      | 1      | 0      | 2       |
| 9                   | Сінгапур            | 1      | 1      | 0      | 2       |
| 11                  | Кувейт              | 1      | 0      | 0      | 1       |
| 11                  | Філіппіни           | 1      | 0      | 0      | 1       |
| 13                  | Таїланд             | 0      | 2      | 0      | 2       |
| 14                  | Південна Корея      | 0      | 1      | 2      | 3       |
| 15                  | Північна Корея      | 0      | 1      | 0      | 1       |
| 16                  | Казахстан           | 0      | 0      | 4      | 4       |
| 17                  | Малайзія            | 0      | 0      | 3      | 3       |
| 18                  | Гонконг             | 0      | 0      | 1      | 1       |
| 18                  | Киргизстан          | 0      | 0      | 1      | 1       |
| 18                  | Китайський Тайбей   | 0      | 0      | 1      | 1       |
| 18                  | Оман                | 0      | 0      | 1      | 1       |
| Загалом (21 збірна) | Загалом (21 збірна) | 49     | 47     | 48     | 144     |